# 鹿児島県道467号加治木港線
鹿児島県道467号加治木港線（かごしまけんどう467ごう かじきこうせん）は、鹿児島県姶良市を通る一般県道である。

## 概要
鹿児島県姶良市加治木町港町から姶良市加治木町本町を結ぶ。

### 路線データ
- 起点：鹿児島県姶良市加治木町港町（加治木港）
- 終点：鹿児島県姶良市加治木町本町（加治木本町交差点、国道10号交点）

## 地理

### 通過する自治体
- 姶良市

### 交差する道路
| 交差する道路 | 交差する場所 | 交差する場所            |
| ------------ | ------------ | ----------------------- |
| 国道10号     | 加治木町本町 | 加治木本町交差点 / 終点 |

### 沿線
- 加治木港
- 姶良警察署